# Białowierśnie
Białowierśnie – wieś w Polsce położona w województwie podlaskim, w powiecie sejneńskim, w gminie Giby. Leży przy drodze łączącej gminne Giby ze wsią Daniłowce. Na zachód od miejscowości znajduje się jezioro Białowierśnie (Jezioro Białe).
W XVIII wieś, mająca 6 włók należała do dóbr kamedulskich w Wigrach. W XVII i XVIII wieku zamieszkiwało ją od kilku do kilkunastu gospodarzy. 
W latach 1975–1998 miejscowość administracyjnie należała do województwa suwalskiego.